# Aeroporto Internacional de Rio Branco
Aeroporto Internacional de Rio Branco - Plácido de Castro (Nederlands: Internationale Luchthaven Rio Branco - Plácido de Castro) is de luchthaven van Rio Branco, Brazilië. Sinds 13 april 2009 is de luchthaven vernoemd naar José Plácido de Castro (1873-1908), een politieke leider van de Acreaanse Revolutie.
De luchthaven wordt uitgebaat door Infraero.

## Historie
De luchthaven werd geopend op 22 november 1999 als vervanging van Luchthaven Presidente Médici, die toen werd gesloten.

### Ongelukken en incidenten
- 30 augustus 2002: een Embraer EMB 120ER Brasília van Rico Linhas Aéreas met registratie PT-WRQ, die vlucht 4823 uitvoerde van Tarauacá naar Rio Branco crashte tijdens de landing op 1,5 kilometer van de landingsbaan op Rio Branco tijdens een storm. Van de 31 inzittenden kwamen er 23 om het leven.[2]

## Bereikbaarheid
De luchthaven bevindt zich op 25 kilometer van het centrum van Rio Branco.